# Juan Garizurieta
Juan Garizurieta Gorriño (Erandio, Vizcaya, 27 de noviembre de 1908-Guecho, Vizcaya, 29 de agosto de 2001) fue un futbolista español que jugaba en la demarcación de centrocampista.

## Trayectoria
Fue futbolista del Athletic Club durante siete temporadas, entre 1927 y 1934.
Después jugó en Osasuna hasta el estallido de la Guerra Civil.

## Selección nacional
Jugó un partido con la selección de fútbol de España. Este encuentro amistoso fue, el 14 de junio de 1930, contra Checoslovaquia acabando con un marcador de 2-0 a favor del combinado checoslovaco tras los goles de Antonin Hojer y de František Svoboda.

## Clubes

### Futbolista
| Club          | País   | Año       | Partidos | Goles |
| ------------- | ------ | --------- | -------- | ----- |
| SD Erandio    | España | 1926-1927 |          |       |
| Athletic Club | España | 1927-1934 | 146      | 5     |
| CA Osasuna    | España | 1935-1936 | 1        | 0     |

### Entrenador
| Club       | País   | Año       |
| ---------- | ------ | --------- |
| SD Erandio | España | 1939-1940 |

## Palmarés

### Campeonatos regionales
| Título                         | Club          | País   | Año  |
| ------------------------------ | ------------- | ------ | ---- |
| Campeonato Regional de Vizcaya | Athletic Club | España | 1928 |
| Campeonato Regional de Vizcaya | Athletic Club | España | 1929 |
| Campeonato Regional de Vizcaya | Athletic Club | España | 1931 |
| Campeonato Regional de Vizcaya | Athletic Club | España | 1932 |
| Campeonato Regional de Vizcaya | Athletic Club | España | 1933 |
| Campeonato Regional de Vizcaya | Athletic Club | España | 1934 |

### Campeonatos nacionales
| Título                          | Club          | País   | Año  |
| ------------------------------- | ------------- | ------ | ---- |
| Liga Española                   | Athletic Club | España | 1930 |
| Copa del Rey                    | Athletic Club | España | 1930 |
| Liga Española                   | Athletic Club | España | 1931 |
| Copa Presidente de la República | Athletic Club | España | 1931 |
| Copa Presidente de la República | Athletic Club | España | 1932 |
| Copa Presidente de la República | Athletic Club | España | 1933 |
| Liga Española                   | Athletic Club | España | 1934 |